# Sidi Hmad Ou Hamed
Sidi Hmad Ou Hamed (franska: Sidi Hmad Ou Hamed (CR), Sidi Hmad Ou Hamed (Commune Rurale), arabiska: سيدي احمد او مبارك) är en kommun i Marocko.   Den ligger i provinsen Essaouira och regionen Marrakech-Safi, i den centrala delen av landet, 400 km sydväst om huvudstaden Rabat. Antalet invånare är 4 301.